# William Togui
William Mel Togui (Lakota, 7 agosto 1996) è un calciatore ivoriano, attaccante del Keçiörengücü.